# Thiết kế truyền thông
Thiết kế truyền thông là một ngành học kết hợp giữa thiết kế và phát triển thông tin mà nó quan tâm đến việc các phương tiện truyền thông liên quan như in ấn, sáng tạo, truyền thông hay trình chiếu điện tử giao tiếp với mọi người. Phương pháp tiếp cận thiết kế truyền thông không chỉ liên quan đến việc phát triển thông điệp bên cạnh mỹ học trong truyền thông mà còn là tạo ra các phương tiện truyền thông mới để đảm bảo thông điệp đến với đối tượng mục tiêu. Một số nhà thiết kế sử dụng thiết kế đồ họa và thiết kế truyền thông thay thế nhau do có sự chồng chéo các kĩ năng.
Thiết kế truyền thông cũng có thể đề cập đến cách tiếp cận dựa trên hệ thống, trong đó tổng số phương tiện truyền thông và thông điệp trong một nền văn hoá hoặc tổ chức được thiết kế như một quá trình tích hợp duy nhất chứ không phải là một loạt các nỗ lực rời rạc. Điều này được thực hiện thông qua các kênh truyền thông nhằm mục đích thông báo và thu hút sự chú ý của người dân đang tập trung kỹ năng của một người. Kỹ năng thiết kế phải được thiết kế riêng cho phù hợp với nền văn hoá khác nhau của người dân, trong khi vẫn duy trì được thiết kế trực quan. Đây là tất cả các thông tin quan trọng để thêm vào một bộ truyền thông truyền thông để có được kết quả tốt nhất.
Trong ngành Truyền thông, một khuôn khổ cho Truyền thông cũng như Thiết kế đã nổi lên, tập trung vào thiết kế lại tương tác và định hình affordances truyền thông. Phần mềm và các ứng dụng tạo ra cơ hội và ràng buộc về không gian đối với truyền thông. Gần đây, Guth và Brabham đã kiểm tra cách mà những ý tưởng cạnh tranh trong một nền tảng crowdsourcing, cung cấp một hình mẫu về mối quan hệ giữa ý tưởng thiết kế, truyền thông, và nền tảng. Các tác giả trên đã phỏng vấn những người sáng lập công ty công nghệ về lý tưởng dân chủ họ xây dựng trong thiết kế ứng dụng và công nghệ Chính phủ điện tử. Sự quan tâm trong việc truyền thông như là khuôn khổ thiết kế đang gia tăng trong số các nhà nghiên cứu.

## Tổng quan
Thiết kế truyền thông nhằm thu hút, gây cảm hứng, tạo ra ham muốn và thúc đẩy mọi người phản ứng lại với các thông điệp, nhằm tạo ra một tác động tốt đến kết quả cuối cùng của tổ chức ủy thác, có thể xây dựng thương hiệu, thay đổi doanh số bán hàng hoặc các mục đích nhân văn. Quá trình của nó liên quan đến tư duy chiến lược kinh doanh, sử dụng nghiên cứu thị trường, sáng tạo và giải quyết vấn đề. Các nhà thiết kế truyền thông chuyển ý tưởng và thông tin thông qua nhiều loại phương tiện truyền thông khác nhau. Tài năng đặc biệt của họ không chỉ nằm ở những kỹ năng của đôi tay mà còn trong khả năng suy nghĩ chiến lược về thiết kế và tiếp thị nhằm tạo ra sự tín nhiệm thông qua giao tiếp.
Thuật ngữ thiết kế truyền thông thường được sử dụng hoán đổi cho nhau bằng giao tiếp thị giác, nhưng có một ý nghĩa thay thế rộng hơn bao gồm thính giác, giọng nói, xúc giác và mùi. Ví dụ về thiết kế truyền thông bao gồm kiến trúc thông tin, chỉnh sửa, typography, minh hoạ, thiết kế web, hoạt hình, quảng cáo, các phương tiện truyền thông xung quanh xung quanh, thiết kế nhận dạng hình ảnh, nghệ thuật trình diễn, copywriting và các kỹ năng viết chuyên nghiệp áp dụng trong các ngành công nghiệp sáng tạo.

## Giáo dục
Sinh viên thiết kế truyền thông học cách tạo ra các thông điệp hình ảnh và truyền phát chúng tới thế giới theo những cách mới và có ý nghĩa. Trong môi trường kỹ thuật số phức tạp xung quanh chúng ta, thiết kế truyền thông đã trở thành một phương tiện mạnh mẽ để tiếp cận khán giả mục tiêu. Học sinh học cách kết hợp giao tiếp với nghệ thuật và công nghệ. Ngành thiết kế truyền thông bao gồm việc dạy cách thiết kế trang web, trò chơi điện tử, hoạt hình, đồ hoạ chuyển động và hơn thế nữa.
Thiết kế truyền thông có nội dung như là mục đích chính của nó. Nó phải đạt được phản ứng, hoặc yêu cầu khách hàng nhìn thấy một sản phẩm một cách chính xác để thu hút doanh số bán hàng hoặc nhận được thông qua một tin nhắn. Sinh viên Thiết kế Truyền thông thường là Illustrators, Thiết kế đồ hoạ, Thiết kế Web, Quảng cáo nghệ sĩ, Hoạt hình, Biên tập Video hoặc Nghệ sĩ đồ hoạ chuyển động, hoặc thậm chí các nhà in và các nghệ sỹ về khái niệm. Thuật ngữ Thiết kế Truyền thông là khá chung chung và các học viên làm việc với các phương tiện khác nhau để nhận thông điệp.

## Các môn học chính
- Quảng cáo
- Giám đốc mỹ thuật
- Quản lý thương hiệu
- Chiến lược nội dung
- Copywriting
- Giám đốc sáng tạo
- Nhà thiết kế đồ họa
- Nhà minh họa
- Thiết kế công nghiệp
- Kiến trúc thông tin
- Đồ họa thông tin
- Thiết kế giảng dạy
- Truyền thông tiếp thị
- Nghệ thuật biểu diễn
- Trình bày
- Viết kỹ thuật
- Nghệ thuật thị giác

### Thiết kế trực quan
Thiết kế trực quan là thiết kế làm việc trong bất kỳ phương tiện truyền thông nào hoặc hỗ trợ truyền thông hình ảnh. Đây là một số thuật ngữ chính xác hơn để bao gồm tất cả các kiểu thiết kế được áp dụng trong truyền thông sử dụng kênh trực quan để truyền các thông điệp, chính xác bởi vì thuật ngữ này liên quan đến khái niệm ngôn ngữ trực quan của một số phương tiện truyền thông và không giới hạn để hỗ trợ một hình thức nội dung cụ thể, cũng như các thuật ngữ thiết kế đồ hoạ (đồ họa)[./Communication_design#cite_note-11 [11]] hoặc thiết kế giao diện (phương tiện điện tử).